# Hannes Grossmann
Hannes Grossmann (ur. 8 września 1982) – niemiecki muzyk i multiinstrumentalista. W wieku ośmiu lat podjął lekcje gry na fortepianie. Dwa lata później rozpoczął naukę gry na perkusji. 
W 2003 roku w wieku 20 lat dołączył jako perkusista do zespołu Necrophagist. Opuścił grupę w 2007 roku po nagraniu dwóch albumów studyjnych. W latach 2007–2014 członek formacji Obscura. W 2010 roku dołączył do grupy Blotted Science, wraz z którą nagrał wydany rok później minialbum pt. The Animation of Entomology. W 2014 roku ukazał się debiutancki album solowy muzyka zatytułowany The Radial Covenant. Nagrania płyty zostały sfinansowane z funduszy pozyskanych dzięki platformie Indiegogo. Wśród gości na albumie znaleźli się m.in. Jeff Loomis i Ron Jarzombek. Również w 2014 roku Grossmann wraz z byłymi członkami zespołu Obscura utworzył formację pod nazwą Alkaloid.
Grossmann gra na talerzach perkusyjnych firmy Meinl oraz bębnach Tama.

## Dyskografia
- Necrophagist - Onset of Putrefaction (2004, Relapse Records)
- Necrophagist - Epitaph (2004, Relapse Records)
- Obscura - Cosmogenesis (2009, Relapse Records)
- Obscura - Omnivium (2011, Relapse Records)[10]
- Blotted Science - The Animation of Entomology (2011, EclecticElectric)[11]
- Christian Muenzner - Timewarp (2011, wydanie własne)[12]
- Hannes Grossmann - The Radial Covenant (2014, wydanie własne)
- Hannes Grossmann - The Crypts of Sleep (2016, wydanie własne)

## Wideografia
- Hannes Grossmann - Progressive Concepts for the Modern Metal Drummer (2011, DVD)[13]